# Trump Vodka
Trump Super Premium Vodka, spesso chiamata semplicemente Trump Vodka, è stato un marchio statunitense di vodka prodotto dalla Drinks Americas in Germania sotto licenza della Trump Organization. Il prodotto è stato lanciato negli Stati Uniti d'America nel 2005 e la sua vendita qui è cessata nel 2011, quando è stato decretato il definitivo fallimento nel raggiungere i target di vendita prefissati. La Trump Vodka è comunque ancora oggi venduta in Israele, soprattutto durante la festività ebraica della Pesach.

## Storia
Nel 2005, la Drinks Americas firmò un contratto con Donald Trump per la promozione di una nuova marca di vodka che sarebbe stata chiamata Trump Vodka. La vodka era prodotta nei Paesi Bassi, dalla Recolte Co., e distillata su ricetta del famoso mastro distillatore olandese Jacques de Lat. La lussuosa confezione, poi, prevedeva bottiglie fatte a mano  progettate dalla famosa azienda del settore Bruni Glass e corredate da etichette in foglia oro disegnate dall'artista newyorkese Milton Glaser.
Alla vigilia del lancio sul mercato con lo slogan "Success Distilled", le previsioni dell'imprenditore erano quantomeno entusiastiche, Trump ebbe infatti modo di affermare che la Trump Vodka avrebbe surclassato nelle vendite marche ben più famose come la Grey Goose e che il cocktail creato da questa vodka e acqua tonica, da lui stesso battezzato "Trump & Tonic" (T&T), sarebbe diventato il drink più bevuto in tutti gli USA.
Nel luglio 2007 la Trump Vodka ricevette da F. Paul Pacult di Spirit Journal la prima delle sue ottime recensioni, ottenendo un giudizio di quattro stelle su cinque (la Grey Goose ne aveva ottenute due). Nel 2007 la Drinks Americas siglò anche un accordo per l'esportazione di 50.000 casse all'anno di Trump Vodka in Russia per un ritorno di circa 7,5 milioni di dollari all'anno.
Nel 2011, a causa del mancato raggiungimento delle vendite previste, il marchio Trump Vodka fu eliminato dal mercato statunitense. Le cause a cui attribuire questo insuccesso furono diverse, sia dal punto di vista del marketing che della produzione. Una di queste cause fu, ad esempio, il fatto che lo stesso Donald Trump fosse astemio e che quindi non avesse in effetti mai bevuto la Trump Vodka poiché riteneva l'alcol colpevole della morte del fratello maggiore Fred Trump, Jr. La stessa Drinks Americas aveva inoltre avuto difficoltà nel produrre il marchio poiché il vetro utilizzato per le bottiglie e le etichette in foglia oro erano molto costosi e la compagnia non era in grado di affrontare un alto volume di produzione.
Nel 2015, durante la campagna elettorale per le elezioni presidenziali del 2016, Donald Trump non incluse la Trump Vodka tra le attività presentate alla Commissione elettorale federale nonostante la vodka fosse ancora venduta in Israele.

## Cause giudiziarie
La Drinks Americas fu soggetta a diverse cause giudiziarie concernenti la Trump Vodka. La Bruni Glass, ad esempio, la citò in giudizio per debiti insoluti e, come conseguenza, fuse nella fornace 500.000 mini bottiglie destinate alla Trump Vodka e pronte per la spedizione. Donald Trump stesso citò in giudizio la Drinks Americas per il mancato pagamento di royalty, ma la citazione non fu accettata dalla corte newyorkese.

## Israele
Attraverso un contratto firmato con la Drinks Americas, la H. Pixel International iniziò a vendere la Trump Vodka in Israele, ma Trump intentò una causa nei confronti della compagnia per violazione dei diritti di immagine, poiché essa non aveva nessun accordo con lui circa lo sfruttamento della sua immagine per pubblicizzare il marchio. Le parti raggiunsero però alla fine un compromesso e Donald Trump siglò un accordo con la H. Pixel International permettendo a quest'ultima di vendere la vodka recante il suo nome in Israele. A dispetto del fallimento sul mercato statunitense, la Trump Vodka ha raggiunto un certo livello di popolarità in Israele grazie al fatto che, essendo questa vodka ricavata dalla distillazione delle patate e non del grano, essa risponde ai requisiti casherut e può essere definita kashèr ed è quindi una scelta popolare tra gli ebrei ortodossi durante i festeggiamenti della Pesach, la cosiddetta Pasqua ebraica. Tuttavia, alcune partite di Trump Vodka prodotte nel 2013 hanno rivelato la presenza di ingredienti lievitati, rendendo la bevanda non utilizzabile durante la Pesach, in quanto chametz.